# 砂拉越州徽
砂拉越州徽 是马来西亚联邦中砂拉越州的州徽。
州徽中有一個象徵性，翅膀張開的马来犀鸟，前方蓋著砂拉越州旗。犀鸟的翅膀有十三根羽毛，表示馬來西亞的13州。犀鸟的左腳及右腳上抓的是馬來西亞的國花朱槿，马来犀鸟的腳上有標語「Bersatu, Berusaha, Berbakti」（团结，努力，服务）。